# 大平关国
大平关国，是指1979年至1980年期间在山东曹县郑庄乡，由黄沙会首领王存兴为首成立的一个秘密结社政权。

## 概述
曹县郑庄乡王草楼村黄沙会道首王存兴于1978年10月经本村老道首王景泗引进入道“接班”，进行道务活动，恢复发展道徒，先后办5处“佛堂”，烧香弄鬼，附体报话，王存兴自称“朝廷”，封其妻为“正宫娘娘”，还封了5名“东宫娘娘”、“西宫娘娘”，封了“二朝廷”、“领兵元帅”、“军师”、“定国公”、“先行官”等职务，主张“推翻共产党”、“夺天下当皇帝”、“定都北京”。
1979年元月间，王存兴将黄沙会成员李义、王又等新老道徒15人组织到一起，试图借助会道门力量扶持自己“登基坐朝廷”。农历四月间，王存兴在家中称接神报话，叫道徒都写“灭毛、华、叶天意写”，“兴王存兴天意写”的字条，并指使王又、李义说“王存兴身上有龙”、“二世王存龙永放光明”。随后定国号为“大平关国”。封李义为“当家官”，王又为“领兵元帅”。为策划暴动，王存兴带领其骨干分子专门到陕西秦岭进行“神附体报话”，大讲“黄巢起义”、“杀和尚祭刀”、“改朝换代”。
1980年4月22日王存兴在家中集合道徒58人，准备了木棍、大刀、斧头等凶器，聚众暴乱，“告示”要“清村”，并扬言“跟着走的是一班人，不跟走的就打死”，举行暴动。山东省公安部门组织力量镇压，4月26日晚8时，地、县公安机关与当地民兵将该村暴动现场包围，随即运用宣传车、有线广播等舆论工具展开了政治攻势。3小时后，受蒙蔽的群众冲破阻力，逐渐退出者达40余人，叛乱组织土崩瓦解。王存兴等9人仍坚持抵抗，当道首王存兴和孔某某被抓出后，李义、王又等人手特木棍冲出屋外突围，公安干警被打伤8人。李义在抵抗中又在部分群众离开现场时放火烧掉瓦房3间后，试图逃跑（于次日投降）。公安干警在救火中被抵抗者打伤10多人，被迫开枪，当场击毙4名领导成员，镇压了叛乱。道首王存兴、“东宫娘娘”李静华等4名领导成员被公安机关捕获。王存兴被判处有期徒刑20年。